# Simon van Utrecht

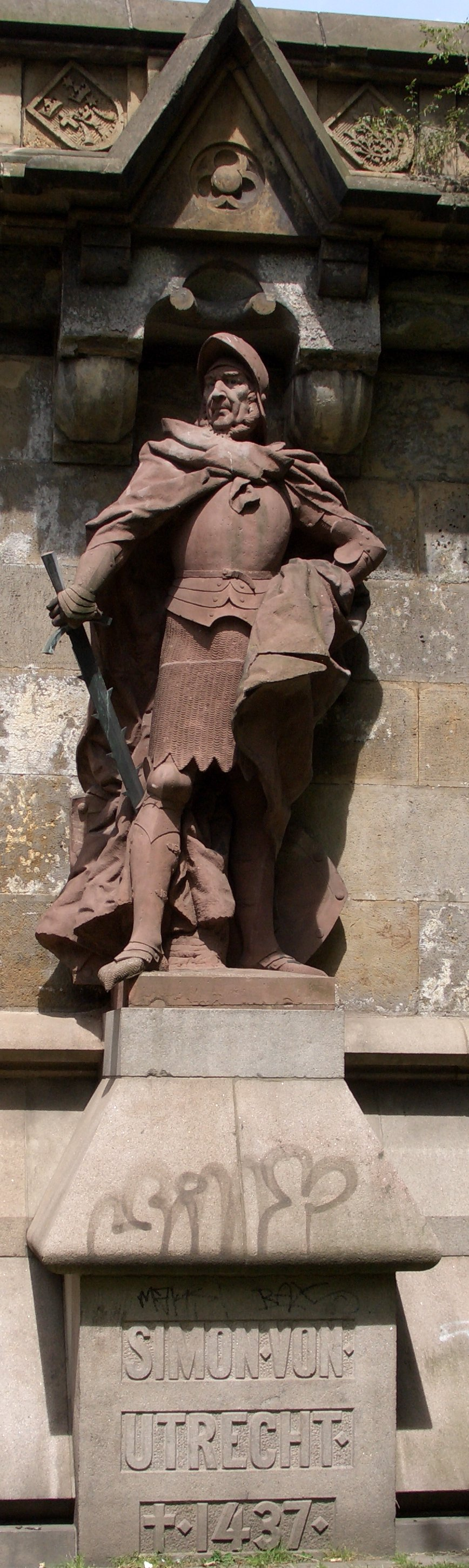
Simon von (van) Utrecht

Simon van Utrecht (Haarlem, 1370 - Hamburg, 14 oktober 1437) was een Hamburgse kapitein en admiraal in de middeleeuwen. Hij kwam vermoedelijk uit de Nederlanden en is al voor 1400 naar Hamburg gegaan, want in dat jaar kreeg hij burgerrecht. Hij is vooral bekend geworden als de man die in 1401, in dienst van de Hanze, Klaus Störtebeker gevangennam en op het schip de Bunte Kuh naar Hamburg bracht. In 1432-33 voerde hij het bevel over een vloot die piraterij op de Oostzee bestreed. Hiervoor werd hij benoemd tot Bürgermeister ehrenhalber, ereburgemeester.
Andere hanzen: Vlaamse Hanze van Londen · Hanze der XVII steden
- Biografisch Portaal: 07901956
- Gemeinsame Normdatei: 139113967
- Virtual International Authority File: 100420973
- WorldCat: E39PBJj4pW3VKvw7644qQRqvpP